# ペントミノ (アルバム)
『ペントミノ』は、吉木りさの2枚目のアルバム。

## 概要
2014年3月5日、日本コロムビアから発売された。初のオリジナルアルバム。
また、初回限定盤はCDとDVDの2枚組仕様となっており、DVDには「PERMANENT SUMMER」ミュージック・ビデオ、「わたし、もっと」ミュージック・ビデオ、「わたし、もっと」ミュージック・ビデオのメイキングが収録されている。

## 収録曲
1. ボカロがライバル☆
  - 作詞・作曲・編曲：前山田健一
2. PERMANENT SUMMER
  - 作詞：只野菜摘、作曲・編曲：宮崎誠
3. シフトと時給と、ついでに愛をとりもどせ!!
  - 歌：吉木りさ&ヒャダイン
  - 作詞：中村公晴、補作詞：前山田健一、作曲：山下三智夫、編曲：前山田健一
  - (原曲:「愛をとりもどせ!!」 作詞:中村公晴 作曲:山下三智夫)
4. カラフルな世界
  - 作詞：SUIMI、作曲・編曲：板垣祐介
5. Dual
  - 作詞：大森祥子、作曲・編曲：宮崎誠
6. 色文
  - 作詞・作曲：渡辺翔、編曲：増田武史
7. 月は瞬いている
  - 作詞：只野菜摘、作曲・編曲：宮崎誠
8. どれどれスパイス
  - 作詞・作曲：奥村愛子、編曲：Pan Pacific Fiction
9. わたし、もっと
  - 作詞・作曲・編曲：佐伯youthK、弦編曲：矢野小百合
10. ボクは風になる
  - 作詞・作曲・編曲：宮崎誠
11. ラブリィ♥ラブリィ♥ラブリィ
  - 作詞：大森祥子、作曲・編曲：橋本由香利
12. 世界は教室だけじゃない
  - 作詞・作曲：前山田健一、編曲：板垣祐介